# Binnendeutsch
Binnendeutsch [bɪnəndɔʏ̯ʧ] es el término referido a la lengua alemana únicamente empleada en la RFA, también denominado ‘Bundesdeutsch’; lengua estándar alemana de Alemania. Se diferencia de la variedad estándar de la lengua alemana pluricéntrica en todos los niveles lingüísticos, pero ante todo en el nivel léxico. Se emplea en el proceso de enseñanza y aprendizaje del alemán como lengua extranjera.
Sinónimos: teutonismo, alemanismo, germánico del Estado Federal, ‘germanismo’ (cita requerida: No se refiere al germánico en sí, sino al alemán hablado dentro de las fronteras del Estado Federal Alemán).
- Datos: Q258318